# اچ‌دی ۲۳۱۷۰۱
اچ‌دی ۲۳۱۷۰۱ یک ستاره است که در صورت فلکی پیکان قرار دارد.